# Karen Magnussen
Karen Diane Magnussen (Vancouver, 8 aprile 1952) è un'ex pattinatrice artistica su ghiaccio canadese.

## Palmarès
| Evento                       | 1965  | 1966 | 1967 | 1968 | 1969 | 1970 | 1971 | 1972 | 1973 |
| ---------------------------- | ----- | ---- | ---- | ---- | ---- | ---- | ---- | ---- | ---- |
| Giochi olimpici invernali    |       |      |      | 7°   |      |      |      | 2°   |      |
| Campionati mondiali          |       |      | 12°  | 7°   |      | 4°   | 3°   | 2°   | 1°   |
| North American Championships |       |      | 4°   |      | 2°   |      | 1°   |      |      |
| Campionati canadesi          | 1° J. | 4°   | 2°   | 1°   | 2°   | 1°   | 1°   | 1°   | 1°   |